# 2016-os labdarúgó-Európa-bajnokság (selejtező – G csoport)
A 2016-os labdarúgó-Európa-bajnokság selejtezőjének G csoportjának mérkőzéseit tartalmazó lapja.
A csoportban hat válogatott, Oroszország, Svédország, Ausztria, Montenegró, Moldova és Liechtenstein szerepelt. A csoportból Ausztria és Oroszország jutott ki az Európa-bajnokságra. Svédország pótselejtezőt játszik.

## Tabella
| Hely. | Csapat        | M  | Gy | D | V | G+ | G– | Gk  | P  | Továbbjutás                           |     | Ausztria | Oroszország | Svédország | Montenegró | Liechtenstein | Moldova |
| ----- | ------------- | -- | -- | - | - | -- | -- | --- | -- | ------------------------------------- | --- | -------- | ----------- | ---------- | ---------- | ------------- | ------- |
| 1.    | Ausztria      | 10 | 9  | 1 | 0 | 22 | 5  | +17 | 28 | Kijutott a 2016-os Európa-bajnokságra |     | —        | 1–0         | 1–1        | 1–0        | 3–0           | 1–0     |
| 2.    | Oroszország   | 10 | 6  | 2 | 2 | 21 | 5  | +16 | 20 | Kijutott a 2016-os Európa-bajnokságra |     | 0–1      | —           | 1–0        | 2–0        | 4–0           | 1–1     |
| 3.    | Svédország    | 10 | 5  | 3 | 2 | 15 | 9  | +6  | 18 | Pótselejtezőbe került                 |     | 1–4      | 1–1         | —          | 3–1        | 2–0           | 2–0     |
| 4.    | Montenegró    | 10 | 3  | 2 | 5 | 10 | 13 | −3  | 11 |                                       |     | 2–3      | 0–3         | 1–1        | —          | 2–0           | 2–0     |
| 5.    | Liechtenstein | 10 | 1  | 2 | 7 | 2  | 26 | −24 | 5  |                                       | 0–5 | 0–7      | 0–2         | 0–0        | —          | 1–1           |         |
| 6.    | Moldova       | 10 | 0  | 2 | 8 | 4  | 16 | −12 | 2  |                                       | 1–2 | 1–2      | 0–2         | 0–2        | 0–1        | —             |         |

1. ↑  A Montenegró–Oroszország mérkőzést 3–0 arányban Oroszország javára írták. A mérkőzés először az 1. percben szakadt félbe, miután az orosz Igor Akinfejevet megdobták a nézőtérről. A 67. percben egy orosz elhibázott büntetőt követően a két csapat tagjai összeverekedtek és egy újabb orosz játékost dobtak meg a nézőtérről. A mérkőzés ekkor 0–0-s állásnál félbeszakadt.[1]

## Mérkőzések
Az időpontok közép-európai idő szerint értendők.
| 2014. szeptember 8. 18:00 |

| Oroszország                                                                   | 4–0               | Liechtenstein |
| ----------------------------------------------------------------------------- | ----------------- | ------------- |
| M. Büchel 4' (öngól) Burgmeier 50' (öngól) Kombarov 54' (11-esből) Dzyuba 65' | (1–0) Jegyzőkönyv |               |

| Arena Khimki, Khimki Játékvezető: Sébastien Delferiere (belga) |

| 2014. szeptember 8. 20:45 |

| Ausztria            | 1–1               | Svédország |
| ------------------- | ----------------- | ---------- |
| Alaba 7' (11-esből) | (1–1) Jegyzőkönyv | Zengin 12' |

| Ernst Happel Stadion, Bécs Játékvezető: Pavel Královec (cseh) |

| 2014. szeptember 8. 20:45 |

| Montenegró                  | 2–0               | Moldova |
| --------------------------- | ----------------- | ------- |
| Vučinić 45+3' Tomašević 73' | (1–0) Jegyzőkönyv |         |

| Stadion pod Goricom, Podgorica Játékvezető: Aleksei Kulbakov (fehérorosz) |

| 2014. október 9. 20:45 |

| Liechtenstein | 0–0         | Montenegró |
| ------------- | ----------- | ---------- |
|               | Jegyzőkönyv |            |

| Rheinpark Stadion, Vaduz Játékvezető: Simon Lee Evans (walesi) |

| 2014. október 9. 20:45 |

| Moldova              | 1–2               | Ausztria                       |
| -------------------- | ----------------- | ------------------------------ |
| Dedov 27' (11-esből) | (1–1) Jegyzőkönyv | Alaba 12' (11-esből) Janko 51' |

| Stadionul Zimbru, Chișinău Játékvezető: Jorge Sousa (portugál) |

| 2014. október 9. 20:45 |

| Svédország   | 1–1               | Oroszország |
| ------------ | ----------------- | ----------- |
| Toivonen 49' | (0–1) Jegyzőkönyv | Kokorin 10' |

| Friends Arena, Solna Játékvezető: Nicola Rizzoli (olasz) |

| 2014. október 12. 18:00 |

| Ausztria   | 1–0               | Montenegró |
| ---------- | ----------------- | ---------- |
| Okotie 24' | (1–0) Jegyzőkönyv |            |

| Ernst Happel Stadion, Bécs Játékvezető: Bas Nijhuis (holland) |

| 2014. október 12. 18:00 |

| Oroszország           | 1–1               | Moldova      |
| --------------------- | ----------------- | ------------ |
| Dzyuba 73' (11-esből) | (0–0) Jegyzőkönyv | Epureanu 74' |

| Otkrityije Aréna, Moszkva Játékvezető: Kristinn Jakobsson (izlandi) |

| 2014. október 12. 20:45 |

| Svédország            | 2–0               | Liechtenstein |
| --------------------- | ----------------- | ------------- |
| Zengin 34' Durmaz 46' | (1–0) Jegyzőkönyv |               |

| Friends Arena, Solna Játékvezető: Gediminas Mažeika (litván) |

| 2014. november 15. 18:00 |

| Ausztria   | 1–0               | Oroszország |
| ---------- | ----------------- | ----------- |
| Okotie 73' | (0–0) Jegyzőkönyv |             |

| Ernst Happel Stadion, Bécs Játékvezető: Martin Atkinson (angol) |

| 2014. november 15. 18:00 |

| Moldova | 0–1               | Liechtenstein |
| ------- | ----------------- | ------------- |
|         | (0–0) Jegyzőkönyv | Burgmeier 74' |

| Stadionul Zimbru, Chișinău Játékvezető: Mattias Gestranius (finn) |

| 2014. november 15. 20:45 |

| Montenegró             | 1–1               | Svédország     |
| ---------------------- | ----------------- | -------------- |
| Jovetić 80' (11-esből) | (0–1) Jegyzőkönyv | Ibrahimović 9' |

| Stadion pod Goricom, Podgorica Játékvezető: William Collum (skót) |

| 2015. március 27. 20:45 |

| Liechtenstein | 0–5               | Ausztria                                                      |
| ------------- | ----------------- | ------------------------------------------------------------- |
|               | (0–2) Jegyzőkönyv | Harnik 14' Janko 16' Alaba 59' Junuzović 74' Arnautović 90+3' |

| Rheinpark Stadion, Vaduz Játékvezető: Felix Zwayer (német) |

| 2015. március 27. 20:45 |

| Moldova | 0–2               | Svédország                     |
| ------- | ----------------- | ------------------------------ |
|         | (0–0) Jegyzőkönyv | Ibrahimović 46' 84' (11-esből) |

| Stadionul Zimbru, Chișinău Játékvezető: Ivan Bebek (horvát) |

| 2015. március 27. 20:45 |

| Montenegró | 0–3 (megállapított) | Oroszország |
| ---------- | ------------------- | ----------- |
|            | Jegyzőkönyv         |             |

| Stadion pod Goricom, Podgorica Játékvezető: Deniz Aytekin (német) |

| 2015. június 14. 18:00 |

| Liechtenstein | 1–1               | Moldova    |
| ------------- | ----------------- | ---------- |
| Wieser 20'    | (1–1) Jegyzőkönyv | Boghiu 43' |

| Rheinpark Stadion, Vaduz Játékvezető: Libor Kovařík |

| 2015. június 14. 18:00 |

| Oroszország | 0–1               | Ausztria  |
| ----------- | ----------------- | --------- |
|             | (0–1) Jegyzőkönyv | Janko 33' |

| Otkrityije Aréna, Moszkva Játékvezető: Milorad Mažić (szerb) |

| 2015. június 14. 20:45 |

| Svédország                   | 3–1               | Montenegró                |
| ---------------------------- | ----------------- | ------------------------- |
| Berg 37' Ibrahimović 40' 44' | (3–0) Jegyzőkönyv | Damjanović 64' (11-esből) |

| Friends Arena, Solna Játékvezető: Hüseyin Göçek (török) |

| 2015. szeptember 5. 18:00 |

| Oroszország | 1–0               | Svédország |
| ----------- | ----------------- | ---------- |
| Dzyuba 38'  | (1–0) Jegyzőkönyv |            |

| Otkrityije Aréna, Moszkva Játékvezető: Mark Clattenburg (angol) |

| 2015. szeptember 5. 20:45 |

| Ausztria      | 1–0               | Moldova |
| ------------- | ----------------- | ------- |
| Junuzović 52' | (0–0) Jegyzőkönyv |         |

| Ernst-Happel-Stadion, Bécs Játékvezető: Alekszandar Sztavrev (macedón) |

| 2015. szeptember 5. 20:45 |

| Montenegró              | 2–0               | Liechtenstein |
| ----------------------- | ----------------- | ------------- |
| Bećiraj 38' Jovetić 56' | (1–0) Jegyzőkönyv |               |

| Stadion pod Goricom, Podgorica Játékvezető: Javier Estrada Fernández (spanyol) |

| 2015. szeptember 8. 20:45 |

| Liechtenstein | 0–7               | Oroszország                                                          |
| ------------- | ----------------- | -------------------------------------------------------------------- |
|               | (0–3) Jegyzőkönyv | Dzyuba 21' 45' 73' 90' Kokorin 40' (11-esből) Smolov 77' Dzagoev 85' |

| Rheinpark Stadion, Vaduz Játékvezető: Bobby Madden (skót) |

| 2015. szeptember 8. 20:45 |

| Moldova | 0–2               | Montenegró                |
| ------- | ----------------- | ------------------------- |
|         | (0–1) Jegyzőkönyv | Savić 9' Racu 65' (öngól) |

| Zimbru Stadion, Chișinău Játékvezető: Sébastien Delferière (belga) |

| 2015. szeptember 8. 20:45 |

| Svédország        | 1–4               | Ausztria                                     |
| ----------------- | ----------------- | -------------------------------------------- |
| Ibrahimović 90+1' | (0–2) Jegyzőkönyv | Alaba 9' (11-esből) Harnik 38' 88' Janko 77' |

| Friends Arena, Solna Játékvezető: Carlos Velasco Carballo (spanyol) |

| 2015. október 9. 20:45 |

| Liechtenstein | 0–2               | Svédország               |
| ------------- | ----------------- | ------------------------ |
|               | (0–1) Jegyzőkönyv | Berg 18' Ibrahimović 55' |

| Rheinpark Stadion, Vaduz Játékvezető: Liran Liany (izraeli) |

| 2015. október 9. 20:45 |

| Moldova      | 1–2               | Oroszország                |
| ------------ | ----------------- | -------------------------- |
| Cenotaru 85' | (0–0) Jegyzőkönyv | Ignashevich 58' Dzyuba 78' |

| Stadionul Zimbru, Chisinau Játékvezető: Michael Koukoulakis (görög) |

| 2015. október 9. 20:45 |

| Montenegró                  | 2–3               | Ausztria                                |
| --------------------------- | ----------------- | --------------------------------------- |
| Vučinić 32' 87′ Bećiraj 68' | (1–0) Jegyzőkönyv | Janko 55' Arnautović 81' Sabitzer 90+2' |

| Gradski Stadion Podgorica, Podgorica Játékvezető: Daniele Orsato (olasz) |

| 2015. október 12. 18:00 |

| Ausztria                     | 3–0               | Liechtenstein |
| ---------------------------- | ----------------- | ------------- |
| Arnautović 12' Janko 54' 57' | (1–0) Jegyzőkönyv |               |

| Ernst-Happel-Stadion, Bécs Játékvezető: Miroslav Zelinka (cseh) |

| 2015. október 12. 18:00 |

| Oroszország                       | 2–0               | Montenegró |
| --------------------------------- | ----------------- | ---------- |
| Kuzmin 33' Kokorin 37' (11-esből) | (2–0) Jegyzőkönyv |            |

| Otkrityije Aréna, Moszkva Játékvezető: Svein Oddvar Moen (norvég) |

| 2015. október 12. 18:00 |

| Svédország                       | 2–0               | Moldova |
| -------------------------------- | ----------------- | ------- |
| Ibrahimović 24' Erkan Zengin 48' | (1–0) Jegyzőkönyv |         |

| Friends Arena, Solna Játékvezető: Luca Banti (olasz) |